# Feistritz ob Bleiburg
Feistritz ob Bleiburg (slowenisch: Bistrica pri Pliberku) ist eine im Bezirk Völkermarkt in Österreich, im Bundesland Kärnten gelegene zweisprachige Marktgemeinde mit 2241 Einwohnern (Stand 1. Jänner 2025), Luftlinie knapp 4 km oberhalb von Bleiburg gelegen, auf das sich der Namenszusatz ob Bleiburg bezieht.

## Geographie

### Geographische Lage

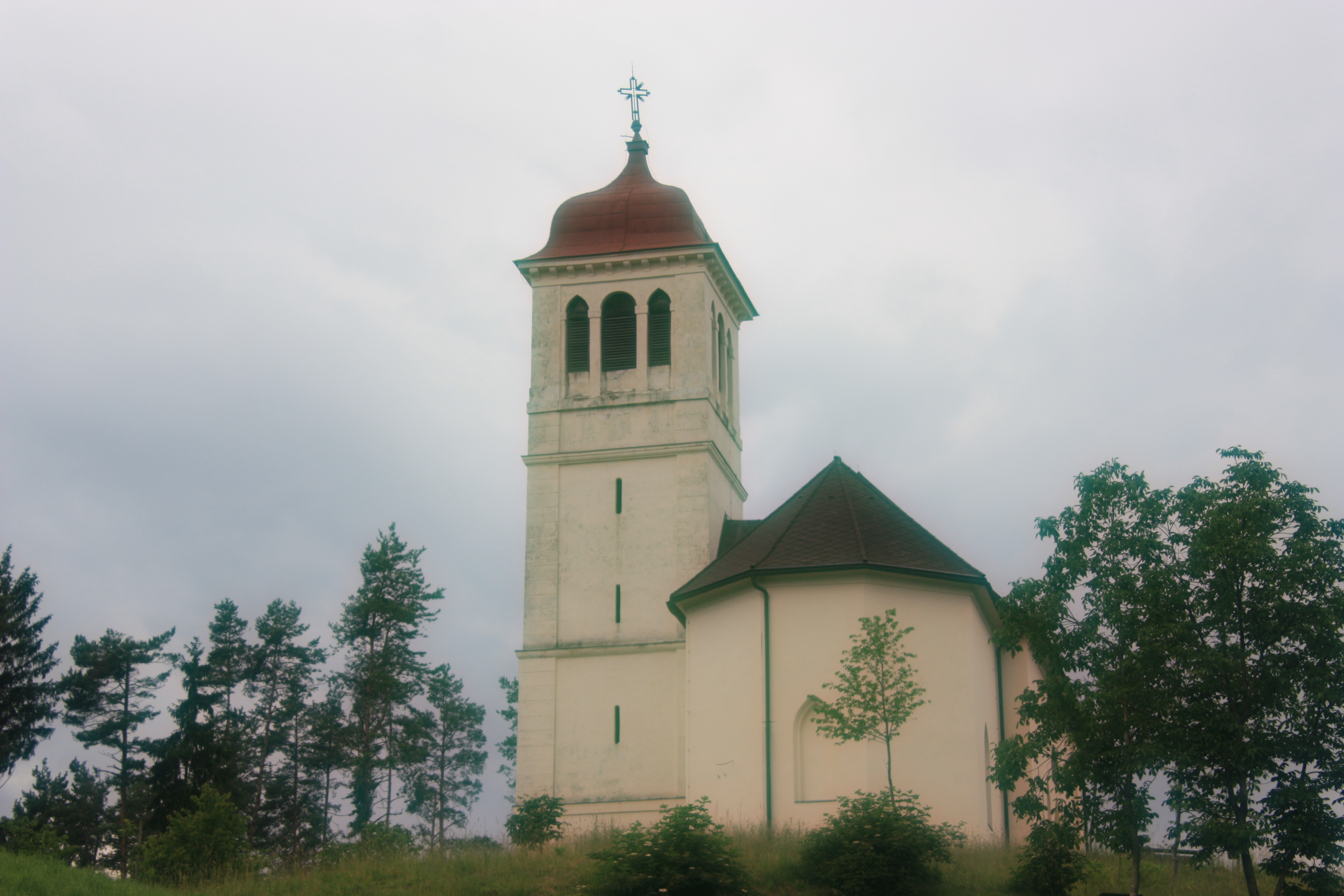
Filialkirche St Katharina am Kogel

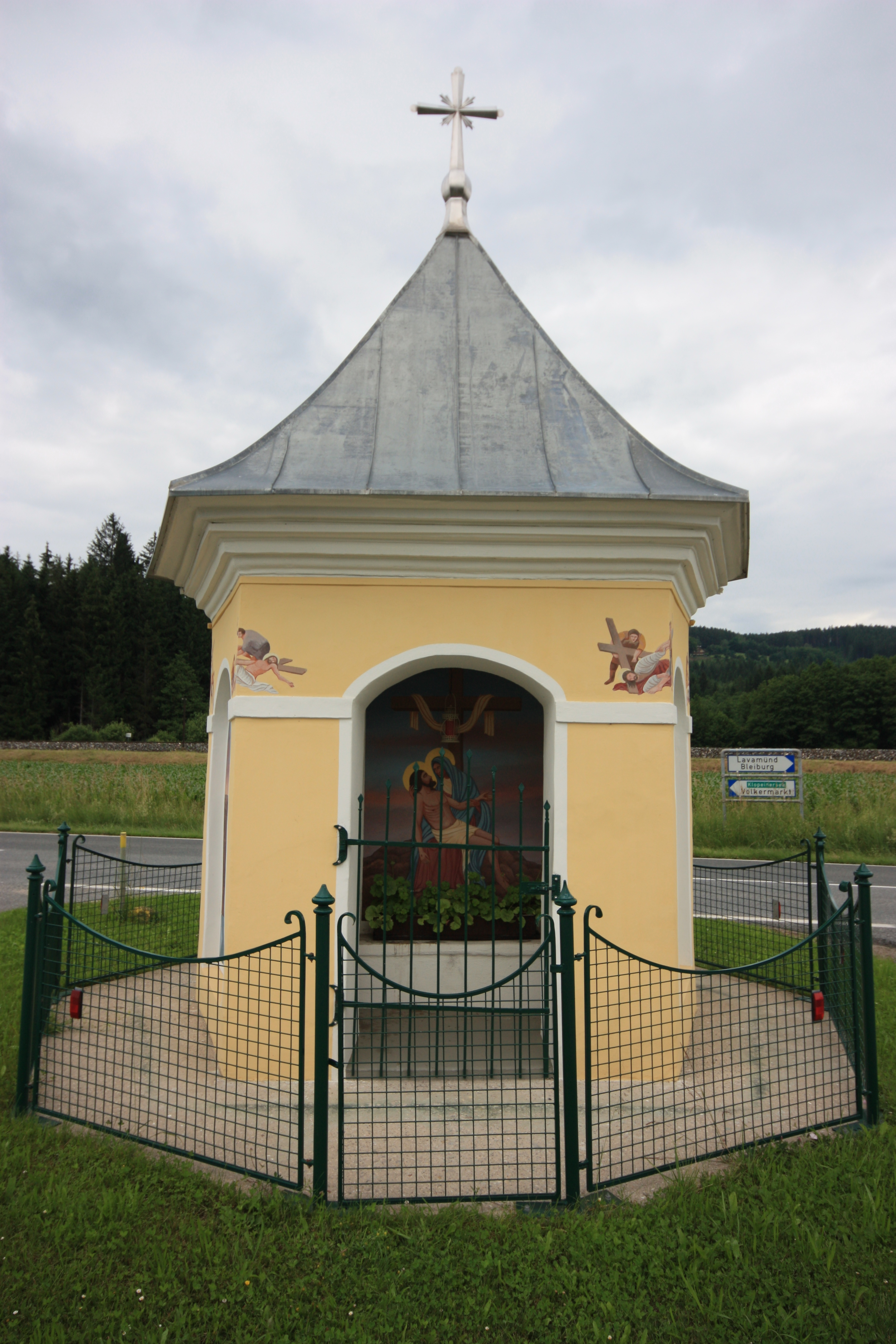
Bildstock in Gonowetz

Die Gemeinde erstreckt sich zwischen dem Jaunfeld und dem Petzen-Massiv der Karawanken. Die namensgebende Ortschaft Feistritz ist ungefähr 5 Kilometer von der österreichisch-slowenischen Staatsgrenze entfernt. Durch das Gemeindegebiet fließt der gleichnamige Fluss, das einzig größere stehende Gewässer ist der 3,5 Hektar große Pirkdorfer See.

### Gemeindegliederung
Feistritz ob Bleiburg ist in die vier Katastralgemeinden  Unterort (Podkraj), Feistritz (Bistrica), Sankt Michael (Šmihel) und Penk (Ponikva) gegliedert. Das Gemeindegebiet umfasst folgende 15 Ortschaften (Einwohnerzahl Stand 1. Jänner 2025):
- Dolintschitschach (Dolinčiče) (52)
- Feistritz ob Bleiburg (Bistrica nad Pliberkom) (296)
- Gonowetz (Konovece) (335)
- Hinterlibitsch (Suha) (47)
- Hof (Dvor) (218)
- Lettenstätten (Letina) (139)
- Penk (Ponikva) (196)
- Pirkdorf (Breška vas) (82)
- Rischberg (Rišperk) (0)
- Ruttach-Schmelz (Rute) (14)
- St. Michael ob Bleiburg (Šmihel pri Pliberku) (587)
- Tscherberg (Črgoviče) (97)
- Unterlibitsch (Podlibič) (54)
- Unterort (Podkraj) (109)
- Winkel (Kot) (15)

### Nachbargemeinden
| Eberndorf           | Bleiburg                                    | Bleiburg |
| Globasnitz          | Kompassrose, die auf Nachbargemeinden zeigt | Mežica   |
| Eisenkappel-Vellach | Črna na Koroškem                            |          |

## Geschichte
Im Gemeindegebiet wurden etliche Spuren vorgeschichtlicher Besiedlung ausgegraben, so ein Bronzewerkzeug aus der Urnenkultur (ca. 1000 v. Chr.), Brandgräber aus der Hallstattzeit, sowie eine befestigte Siedlung auf dem Katharinakogel (7. bis 5. Jh. v. Chr.). Um 100 n. Chr. gab es eine Römerstraße am Petzenabhang.
Die erste urkundliche Erwähnung von Feistritz stammt von 1261 als Veustricz. 1473 schlugen die Türken bei ihrem ersten Einfall in Kärnten ihr Hauptlager in Pirkdorf auf.
Der 1850 gegründeten Gemeinde wurden 1921 die nach dem Ersten Weltkrieg nicht an Jugoslawien gefallenen Teile der Gemeinden Schwarzenbach und Mießberg zugeschlagen. 1973 wurde Feistritz nach Bleiburg eingemeindet, nach einer Volksbefragung verselbständigte sich die Gemeinde 1991 wieder. Am 28. August 2008 wurde Feistritz ob Bleiburg zur Marktgemeinde erhoben.

## Bevölkerung

### Einwohnerzahl
Nach der Volkszählung 2001 hatte die Gemeinde Feistritz ob Bleiburg 2.128 Einwohner, davon waren 96,4 % österreichische und 1,5 % bosnische Staatsbürger. 64,5 % gehörten der deutschsprachigen und 32,7 % der slowenischsprachigen Volksgruppe an.

### Religionen
Zur römisch-katholischen Kirche bekennen sich 92,9 % der Gemeindebevölkerung, zur evangelischen Kirche 1,3 % und zum Islam 1,1 %. Ohne religiöses Bekenntnis sind 2,9 %.
Die katholische Pfarre Sankt Michael gehört zum Dekanat Bleiburg. Sie ist heute zweisprachig.  Zur Pfarrkirche St. Michael/Šmihel pri Pliberku zählen die Filialkirchen Hof/Dvor, Rinkolach/Rinkole, St. Katharina am Kogl/Sv. Katarina, und Wackendorf/Večna vas.

## Kultur und Sehenswürdigkeiten

### Bauwerke
- Pfarrkirche St. Michael ob Bleiburg
- St. Katharina am Kogel hat eine dominante Stellung im Jauntal und war einst Verwaltungssitz. Sie geht auf das Jahr 1404 zurück.[9]

### Slowenische Kulturgeschichte
Mit der Zuwanderung der Slawen und der Festigung des karantanischen Staatswesens, spätestens aber mit der Christianisierung der Karantaner beginnt die slowenische Kulturgeschichte auf dem Gemeindegebiet, zumal die ältesten, bereits dem Slowenischen  zugeschriebenen Schriftdenkmäler, die Freisinger Denkmäler für die Zwecke der Christianisierung geschaffen wurden (deren mündliche Grundlage nach Mitte des 9. Jahrhunderts, Niederschrift gegen Ende des 10. Jahrhunderts).
Am 31. Juli 1870 wurde in Feistritz/Bistrica die erste einer Reihe großer politischer Versammlungen unter dem Namen Tabor mit über 9000 Teilnehmern veranstaltet. Die Teilnehmer forderten die Verwirklichung der in Artikel 19. des Grundrechtskatalogs der sogenannten Dezemberverfassung aus dem Jahre 1867, das heißt die Gleichstellung der Sprache in der Schule, in Ämtern und vor Gericht. Die einzige Möglichkeit der Verwirklichung dieser Grundrechte in dem damals fast ausschließlich slowenisch bewohnten Gebieten Südkärntens sahen sie in einer Vereinigung der slowenischen Kronländer in einer eigenen Verwaltungseinheit innerhalb der  Monarchie. Das diesbezügliche Programm des Trägervereins Trdnjava (deutsch: Festung) lautete Zedinjena Slovenija (deutsch: Vereintes Slowenien). Auch die letzte Tabor-Versammlung fand laut Pfarrchronik in der Gemeinde statt, diesmal bei der Kirche der hl. Katharina am Kogel im Jahre 1914, an der 4.000 Personen teilnahmen.
Gegen Ende des 19. und zu Beginn des 20. Jahrhunderts blühte das slowenische Vereinswesen in der Gemeinde und ihrer Umgebung auf, teilweise auch als Reaktion auf den steigenden Germanisierungsdruck. Der slowenische Kyrill und Method Schulverein Družba sv. Cirila in Metoda gründete eine Reihe von Zweigvereinen im Jauntal: Bleiburg und Umgebung 1888, Sankt Kanzian am Klopeiner See und Umgebung 1888, Pribelsdorf und Umgebung 1890, Völkermarkt 1893, Loibach und Umgebung 1902.
Bereits 1890 entstand der erste slowenische Gesangsverein „Gorotan“, und der Tamburizza-Chor wurde 1903 gegründet. In St. Michael ob Bleiburg war auch eine der ältesten slowenischen Spar- und Darlehenskassen (gegründet 1888) sowie eine Milchgenossenschaft. Am 2. April 1908 wurde die Hranilnica in posojilnica in Bleiburg gegründet, die eine wichtige Rolle im wirtschaftlichen – und als Sponsor – im kulturellen Leben der Menschen und der Region hatte und bis heute hat.
In dieser Zeit bedeutete das Aufblühen des slowenischen Gesangswesens in Kirchenchören und Vereinen auch einen wichtigen Beitrag zur Sprachkultur, denn wer den Gesang in Chören pflegte, beherrschte grundsätzlich auch die slowenische Schriftsprache.

### Vereine
- Slowenischer Kulturverein KPD Šmihel. Zu den Akteuren des Kulturlebens in der Gemeinde zählt der slowenische Kulturverein KPD Šmihel, der am 16. Dezember 1906 unter dem Namen Slovensko katoliško izobraževalno društvo za Šmihel in okolico (Slowenischer katholischer Bildungsverein für Sankt Michael und Umgebung) gegründet worden war. Ein wesentliches Vereinsziel war, Bildungsarbeit zu leisten für die Stärkung der kulturellen Identität. Der erste Vorsitzende, Ivan Tominc, war auch Bürgermeister, ebenso wie sein Nachfolger Jurij Rudolf. Wesentliche Wirkungsbereiche waren Bildungsvorträge, Theater und die Vereinsbibliothek. Der Ausgang der Kärntner Volksabstimmung führte zur Vertreibung der slowenischen Intelligenzia und bedeutete einen schweren Schlag für das Kulturleben in ganz Südkärnten. Doch in Sankt Michael ob Bleiburg begann der slowenische Kulturverein bereits 1922 mit der Wiederaufnahme seiner Aktivitäten und führte 1923 das bekannte Theaterstück Miklova Zala auf, das eine Metapher für die Unterdrückung und den kulturellen Anspruch der Slowenen ist. Mit dem „Anschluss“ Österreichs verstärkte sich der bereits in der Ersten Republik ständig gewachsene Druck gegen die Slowenen noch mehr und so wurden nach dem Überfall auf Jugoslawien im April 1941 jegliches slowenische Kulturleben verboten, alle Vereine aufgelöst und deren Hab und Gut entweder zerstört oder eingezogen. Doch sehr bald nach dem Zweiten Weltkrieg begann die Kulturarbeit erneut zu blühen. Theater, Tamburizzamusik und Gesangswesen bildeten die wesentlichen Säulen der Bemühungen um ein kulturelles Miteinander. 1969 wurden die Räumlichkeiten des neuen Pfarrsaals erworben und bereits 1970 mit einem Theaterstück eingeweiht. Im selben Jahr begann auch die Tätigkeit des slowenischen Musikschule Glasbena šola. Unter der Vereinsleitung Karl Gril begann im selben Jahr das Puppenschauspiel, das große Erfolge feiert. 1999 beherbergte der Verein das internationale Puppenfestival ANIMA und wird so zum Zentrum der Fachwelt.[12]

- Verein Kunst Radweg[17]

### Regelmäßige Veranstaltungen
- Od Pliberka do Traberka – tradicionalna čezmejna srečanja pevskih zborov (Von Bleiburg bis Traberg – ein traditionelles grenzüberschreitendes Treffen von Chören), jedes Jahr im März[18]

## Wirtschaft und Infrastruktur

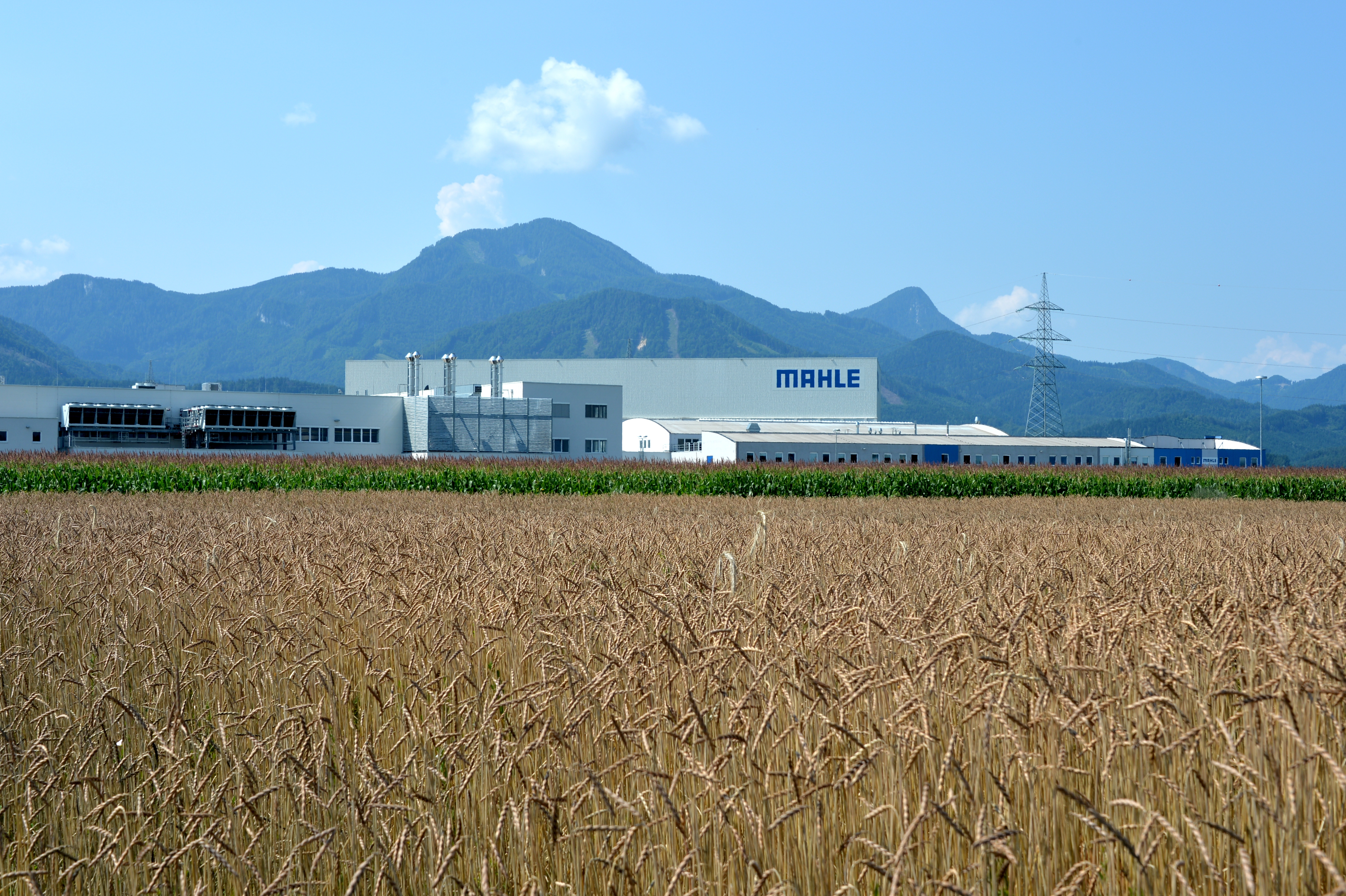
Mahle Filtersysteme Austria

Laut Arbeitsstättenzählung 2001 gab es in der Gemeinde 61 Arbeitsstätten mit 1.420 Beschäftigten sowie 604 Auspendler und 1.164 Einpendler. Es gibt 136 land- und forstwirtschaftliche Betriebe (davon 30 im Haupterwerb), die zusammen 3.940 ha bewirtschaften (1999).
Mit dem Werk der Mahle Filtersysteme Austria GmbH in St. Michael besitzt die Gemeinde den zweitgrößten Produktionsbetrieb in Kärnten. Das Werk produziert vor allem für die Autoindustrie und beschäftigt rund 1.800 Mitarbeiter (Stand 2005).
Ein weiterer wichtiger örtlicher Arbeitgeber sind die Petzen Bergbahnen GmbH, die die Gondelbahn auf den Petzen, den Sessellift sowie im Winter die zugehörigen Pisten, Loipen und Skilifte betreiben.

### Wirtschaftssektoren
Die folgende Tabelle zeigt die Entwicklung der Anzahl der Betriebe und der Beschäftigten in den Wirtschaftssektoren:
| Wirtschaftssektor            | Anzahl Betriebe | Anzahl Betriebe | Anzahl Betriebe | Erwerbstätige | Erwerbstätige | Erwerbstätige |
| Wirtschaftssektor            | 2021            | 2011            | 2001            | 2021          | 2011          | 2001          |
| ---------------------------- | --------------- | --------------- | --------------- | ------------- | ------------- | ------------- |
| Land- und Forstwirtschaft 1) | 49              | 110             | 136             | 68            | 67            | 73            |
| Produktion                   | 24              | 25              | 20              | 1643          | 1845          | 1221          |
| Dienstleistung               | 93              | 63              | 41              | 286           | 187           | 183           |

1) Betriebe mit Fläche in den Jahren 2010 und 1999, Arbeitsstätten im Jahr 2021

### Verkehr
Durch die nördlichen Ortschaften des Gemeindegebiets führt die Bleiburger Straße (B 81).

## Politik

### Gemeinderat
Der Gemeinderat hat 19 Mitglieder und setzt sich seit der letzten Gemeinderatswahl 2021 wie folgt zusammen:
- 10 SPÖ
- 5 Regionalliste Feistritz – regionalna lista Bistrica
- 4 ÖVP

Direkt gewählter Bürgermeister ist Hermann Srienz (SPÖ).

### Wappen
Im Wappen der Gemeinde symbolisiert der Wellenbalken die Feistritz. Die goldene Krone steht für den Ungarnkönig Matthias Corvinus (Kralj Matjaž), der der Sage nach im Innern der Petzen schlafen und nach seinem Erwachen ein goldenes Zeitalter herbeiführen wird. Die goldene Waage ist das Attribut des Erzengels Michael, Pfarrpatron und Namensgeber des Hauptortes der Gemeinde.
Die amtliche Blasonierung des Wappens von Feistritz ob Bleiburg lautet: „Im grünen Schild golden ein schräglinker Wellenbalken, oben begleitet von einer Königskrone, unten von einer Waage.“
Wappen und Fahne wurden der Gemeinde am 23. Oktober 1992 verliehen. Die Fahne ist Grün-Gelb mit eingearbeitetem Wappen.

## Persönlichkeiten

### Söhne und Töchter der Gemeinde
- Gregorij Rožman (1883–1959), Bischof von Ljubljana 1930–1959
- Rudolf Raschke (1923–1945), Offizier und Widerstandskämpfer gegen den Nationalsozialismus
- Lenčka Kupper (* 1938), Dichterin
- Luis Fuchs (* 1944), Politiker (ÖVP)
- Margaretha Kopeinig (* 1956), Journalistin und Publizistin